# Sitio de Gaeta (1734)
El sitio de Gaeta de 1734 se desarrolló en el marco de la guerra de sucesión polaca. Los austriacos sitiados en Gaeta soportaron un asedio de casi cuatro meses por el ejército franco-español de Carlos de Borbón, duque de Parma y futuro rey de Nápoles y Sicilia y de España. La ciudad fue conquistada el 6 de agosto del mismo año.
Capua, asediada desde abril, se rendiría el 30 de noviembre, quedando la totalidad del Reino de Nápoles en manos españolas. 
- Datos: Q628086
- Multimedia: Siege of Gaeta (1734) / Q628086